# Mike Barry
Michael „Mike” Barry (ur. 28 czerwca 1954 w Saint John) – kanadyjski zapaśnik walczący w stylu wolnym. Olimpijczyk z Montrealu 1976, gdzie odpadł w eliminacjach w kategorii 57 kg.
Srebrny medalista Igrzysk Wspólnoty Narodów w 1982. Trzeci w Pucharze Świata w 1980; czwarty w 1975 i 1982 i piąty w 1984 roku.
Zawodnik University of Windsor, absolwent wydziału prawa.